# مايلز فلينت
مايلز فلينت (بالإنجليزية: Miles Flint)‏ هو شخصية أعمال بريطاني، ولد في 1 يوليو 1953.